# Haeju
Haeju (en coreà: 해주시) és una ciutat situada a la província de Hwanghae del Sud a Corea del Nord. Es troba a la badia de Corea del Nord, sent el centre administratiu de la província de Hwanghae del Sud. En l'any 2000, la població de la ciutat es va estimar en 271.558 habitants.

## Economia
A principis del segle xx, es va convertir en un port estratègic del comerç xinès i coreà. Haeju té empreses químiques i una fàbrica de ciment. També és la seu de la Universitat d'Educació de Haeju.

### Zona Econòmica Especial
Una Zona Econòmica Especial va ser anunciada en la segona trobada entre les dues Corees en una cimera entre el president sud-coreà Roh Moo-Hyun i el líder de Corea del Nord Kim Jong-Il.En la cimera es va proposar fer una Zona Econòmica Especial al voltant del port de Haeju. La zona constaria de 16.500.000 m² per al desenvolupament i l'expansió del port de Haeju. Aquest projecte es va estimar que tindria un cost en dòlars americans valorat en més de 4 milions i mig de dòlars. Aquest acord econòmic entre Corea del Sud i Corea del Nord permetria el comerç entre el port de Incheon i el port de Haeju. Aquest comerç entre els dos ports s'havia proposat abans degut a la seva proximitat (20 quilòmetres), però va ser desestimat per Corea del Nord degut a la importància estratègica del port de Haeju per a la Marina Popular de Corea del Nord.

## Transport i comunicacions
Haeju disposa d'un dels aeroports més importants de Corea del Nord des del punt de vista militar i civil amb una pista d'aterratge de 1.890 metres de llargada per 88 metres d'amplada.

## Mitjans de comunicació
L'emisora central de ràdio emet en AM 1080 kHz utilitzant un transmissor d'1,5 megawats

## Patrimoni
Entre els seus indrets d'interès destaquen: Els temples de Puyong, Sohyonso i Haeju Tarani, les cascades de Suyangsan, el Sokdamgugok i el fort de la muntanya Suyang.